# تحلیل مرزی تصادفی
تحلیل مرزی تصادفی(SFA) (به انگلیسی: Stochastic frontier analysis) شاخه‌ای از مطالعات که بر روی ناکارایی توسط آیگنر و میوسن (۱۹۷۷) انجام شد.
روش تحلیل مرزی تصادفی بر مبنای مدل‌های اقتصادسنجی و تئوریهای اقتصاد خرد بنا شده است. در این روش یک تابع مرزی، بیشترین میزان تولید ممکن از هر بردار معلوم از نهاده‌ها را مشخص می‌کند. تولید هر واحد تصمیم گیرنده که در این سطح بیشینه قرار داشته باشد، بنا بر تعریف، کاملاً دارای تکنیکی قلمداد شده و سایر واحدها بسته به اینکه تا چه حد با این مرز تولید فاصله داشته باشند، دارای سطوحی از ناکارایی تکنیکی خواهند بود. در توابع تولید سنتی فرض می‌شود که همه بنگاهها و مزارع به گونه‌ای کارا فعالیت می‌کنند و از این نظر جزء خطا در معادله رگرسیون تابع تولید به خطاهای اندازه‌گیری و متغیرهای غیرقابل مشاهده نسبت داده می‌شود، اما در توابع مرزی این فرض کنار گذاشته می‌شود و کارایی واحدها به یک مفهوم پذیرفته شده درمی آید.

## ویژگی‌ها
تحلیل مرزی تصادفی نسبت به مدل‌های معمولی اقتصادسنجی در این است که در برازش تابع، نقاط متوسط را در نظر نمی‌گیرد بلکه نقاط مرزی و سرحد را لحاظ می‌کند.